# Eindhoven
Eindhoven ( udtale ?) er en nederlandsk by med 231.469 indbyggere (2019) og dermed landets femte største. Byen ligger i provinsen Noord-Brabant (Nordbrabant) i den sydlige del af landet. 
Eindhoven er hjemsted for elektronikvirksomheden Philips og fodboldklubben PSV Eindhoven.
Mellem Eindhoven og Veldhoven indviedes 29. juni 2012 Hovenring, verdens første hængende cykelrundkørsel i form af en cirkulær hængebro, der fungerer som rundkørsel for cyklister.

## Historie
Eindhoven blev bygget på en høj ved sammenløbet af de to floder Dommel og Gender på en handelsvej gennem Nederland mod Liège. Byen blev grundlagt i 1232 af grev Henrik 1. af Brabant.